# لنرد لرمان
 لنرد لرمان (انگلیسی: Leonard Lerman؛ ۲۷ ژوئن ۱۹۲۵ – ۱۹ سپتامبر ۲۰۱۲) یک نسل‌شناس، و زیست‌شناس مولکولی اهل ایالات متحده آمریکا بود.